# 훈야노 아사야스

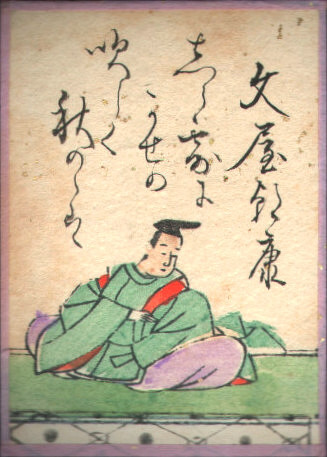
훈야노 아사야스

훈야노 아사야스(일본어: 文屋朝康)는 헤이안 시대의 시인이다. 훈야노 야스히데의 아들이다.

## 와카
```
빛나는 이슬 바람 불어오네 가을 들판에 꿰어놓지 않은 듯 구슬 흐드러지네
白露に風の吹きしく秋の野はつらぬきとめぬ玉ぞ散りける
```